# 2009年世界房車錦標賽葡萄牙站
2009年世界房車錦標賽葡萄牙站是2009年度世界房車錦標賽的第七站賽事，正式比賽在2009年7月5日於葡萄牙博阿維斯塔賽道上舉行。這是歷來第三次在葡萄牙舉行賽事。第一回合由西亞車隊的泰基尼勝出，第二回合由寶馬車隊的法夫斯勝出。